# Криворожская сверхглубокая скважина
Криворожская сверхглубокая скважина (СГ-8) — горная выработка возле Кривого Рога, пройденная в рамках программы «Изучение недр Земли и сверхглубокого бурения» в 1984—1994 годах. Являлась частью системы сверхглубоких скважин в СССР.

## История
В 1981 году было принято решение о бурении в Кривбассе сверхглубокой скважины проектной глубиной 12 000 метров. Начало строительства было положено в 1984 году рядом с селом Новоивановка Криворожского района, вблизи Кривого Рога.
Главным геологом Криворожской сверхглубокой скважины был Николай Курлов.
Скважина была законсервирована летом 1994 года. Все наземные сооружения демонтированы.

## Характеристика
Скважина бурилась с целью получения данных для характеристики железорудных формаций протерозоя и архея. Результатом исследований стали новые данные о глубинном строении, структуре и металлогении Кривбасса, что позволило создать многофакторную модель развития и структуры крупнейшего в мире докембрийского железорудного бассейна.
При бурении скважины предполагалось, что железистые кварциты, выходящие на поверхность в виде полосы протяженностью около 120 км, погружаются до глубины 6–8 км, а затем, изгибаясь, снова выходят на поверхность, и можно рассчитать, где именно, чтобы продолжить разработку железной руды на доступных для этого глубинах. На деле в глубине железорудного бассейна была обнаружена не одна изогнутая складка, а серия параллельных наклонных пластов, уходящих на глубину более 10 км.
Криворожская сверхглубокая скважина находится среди докембрийских метаморфических комплексов Украинского щита.
Изначальная проектная глубина скважины должна была составить 12 км, позже — 7 км, но ввиду технических сложностей бурение было остановлено на отметке 5432 метра. Диаметр — 480 и 295 мм.
Рядом был создан городок с геологической лабораторией, штат которого составлял 294 человека.